# Windsor Heights, Iowa
Windsor Heights este un oraș din comitatul Polk, statul Iowa din Statele Unite ale Americii.
1. ↑   https://www.windsorheights.org/192/Mayor-Mike-Jones, accesat în 26 august 2022 Lipsește sau este vid: |title= (ajutor)
2. ↑  2010 U.S. Gazetteer Files, accesat în 9 iulie 2020